# Ethan Mao
Ethan Mao – kanadyjsko-amerykański thriller w reżyserii Quentina Lee z 2004 r.